# La poción de amor
La poción de amor es una pintura de 1903 de Evelyn De Morgan que representa a una bruja preparando un bebedizo con un gato negro familiar a sus pies. Según Elise Lawton Smith, la pintura "muestra una fascinación prerrafaelita por los temas medievales y los detalles decorativos".

## Análisis
La poción de amor traspasó los límites de las expectativas de la sociedad del momento sobre las mujeres al "explorar la naturaleza de la autoridad femenina a través de la práctica de la hechicería". La pintura difiere de la mayoría de las obras anteriores de De Morgan al presentar a una hechicera como tema, en lugar de una figura cristiana o mitológica. La hechicera está vestida con un vestido dorado sin mangas ceñido bajo el pecho con un cinturón con piedras preciosas, el color simboliza su conocimiento, habilidad y la etapa final del sistema alquímico de progresión hacia la salvación. Su conocimiento se evidencia aún más en los libros encuadernados en cuero en el estante detrás, todos textos populares de alquimia a fines del siglo XIX. La mujer se sienta de perfil, lo que crea una sensación de intensidad y autoridad. Su mirada concentrada está fijada en la poción que está mezclando en su cáliz, que refleja el oro y el azul zafiro de su vestido.
Esta repetición de color refuerza la idea de que cualquier poción que esté creando puede ser para beneficio personal. Por la ventana abierta se ve a una pareja abrazándose en el fondo directamente sobre el cáliz, un caballero con armadura negra y una joven vestida de blanco, lo que sugiere que la poción también puede tener que ver con ellos. Esta idea se ve respaldada por una pieza de tela blanca colocada en el banco detrás de la hechicera, que parece ser la pieza que falta en el vestido de la joven.
En el primer plano abajo a la derecha hay un gato negro con ojos verdes perfectamente redondos y brillantes. Los ojos del gato reflejan el detalle de los vidrios circulares verdes de la sobreventana sobre la hechicera, lo que da la ilusión de muchos ojos observándola en el trabajo. El gato se parece al que se ve en el primer plano de la pintura Olympia de Édouard Manet de 1865, en la que el animal es un símbolo de la prostitución. Aunque la hechicera no es una prostituta, el propósito del gato todavía puede funcionar para simbolizar prácticas tabú similares como la alquimia, que también estaba mal vista en la sociedad eduardiana. Los colores del sol poniente en el fondo montañoso crean un escenario misterioso, lo que sugiere aún más que algo ilícito está ocurriendo.
La obra es un ejemplo del uso característico de De Morgan de colores llamativos e imágenes femeninas fuertes. Aunque la temática difiere ligeramente de la mayoría de sus obras, muestra su estilo y su impecable atención al detalle. Además, este trabajo ilustra la conexión de De Morgan con el espiritismo. La artista usó textos y teorías espiritistas como guía en varias de sus pinturas. Aquí, de Morgan aplica la teoría del color para realzar la importancia y el dominio de la figura femenina. Según Smith, esta pintura es estilísticamente equivalente a otras obras prerrafaelitas que se crearon durante este tiempo. Sin embargo, su iconografía espiritual ofrece al espectador una perspectiva interesante: "Utiliza su vocabulario espiritista para subvertir y renegociar los roles y estereotipos tradicionales de las mujeres, proporcionando en cambio una protagonista fuerte, poderosa, hábil, inteligente, capaz de alcanzar la iluminación que ella misma buscaba." 
En esta pintura, al espectador se le presenta una figura femenina que elabora un filtro amoroso. En lugar de representar a la figura como una bruja, mezclando ingredientes en su caldero, rodeada de hierbas y ungüentos, como era tradicional en el siglo XIX, de Morgan retrata a la mujer como una erudita. Se la pinta como una mujer intelectual y ambiciosa. Según la Fundación De Morgan, el espiritismo moldea varios aspectos. Por lo tanto, la obra debe interpretarse como una pintura alegórica sobre el progreso del alma hacia la iluminación. En primer lugar, de Morgan representó algunos libros que incluían títulos de textos populares dentro del movimiento espiritista. En segundo lugar, el esquema de color que utilizó en esta pintura se basa en el simbolismo alquímico del color. Esta teoría fue promovida por el botánico, médico, astrólogo, ocultista y alquimista del Renacimiento Paracelso. Según esta teoría, cuatro colores marcan las sucesivas etapas hacia la iluminación. Se dice que estas etapas eventualmente conducirán a un estado completo de iluminación que está representado por el color dorado. Los cuatro colores que marcan este progreso son negro, blanco, rojo y amarillo. Los pasos de la teoría alquímica son similares a las fases que uno necesita tomar para alcanzar un estado de iluminación espiritual. Según Smith, esta teoría espiritual implicaba varios pasos: "desde la calcinación ('la muerte de lo profano'), la solución ('la purificación de la materia'), la sublimación ('el sufrimiento resultante del desapego místico del mundo y la dedicación al esfuerzo espiritual'), a la congelación filosófica, una unión armoniosa de opuestos, especialmente entre el principio masculino o estable y el principio femenino o variable". Por lo tanto, esta pintura ilustra el uso que hace Evelyn de textos alquímicos y teorías espiritistas en su arte de antes de la guerra.